# Sherlock Holmes en orbite
Sherlock Holmes en orbite (titre original : Sherlock Holmes in Orbit) est une anthologie de science-fiction composée par Mike Resnick et Martin H. Greenberg et publiée en 1995.
L'anthologie est composée de 26 nouvelles réparties en quatre parties, précédées par deux textes formant préfaces.
Elle évoque le personnage de Sherlock Holmes qui, appelé à vivre des aventures à l'époque victorienne (« Holmes dans le passé »), à l'époque actuelle (« Holmes dans le présent »), au XXIe ou XXIIe siècle (« Holmes dans le futur »), ou encore après la mort du célèbre détective (« Holmes après la mort » ), tente de résoudre diverses énigmes criminelles.

## Publications
- États-Unis

L'anthologie est parue en 1995 aux États-Unis, chez MJF Books  (ISBN 1-56731-182-2).
Elle fait l'objet d'une nouvelle publication quelques années après chez DAW Books  (ISBN 0-88677-636-8).
- France

L'anthologie est publiée en 1999 chez L'Atalante dans la collection La Dentelle du cygne.
Toutes les nouvelles ont été traduites par Pierre Goubert.

## Critiques littéraires
Le recueil a fait l'objet de trois critiques :
- dans la revue Asimov's Science Fiction, mai 1995, page 171, critique par Moshe Feder,
- dans la revue Under the Ozone Hole, mars 1996, page 11, critique de David Gordon-MacDonald.
- dans la revue Galaxies, numéro 15, 1999, page 170, critique de Jean-Daniel Brèque.

## Liste des nouvelles

### Préfaces
- Mike Resnick, Le Détective qui refusa de mourir (The Detective Who Refused to Die), pages 11 à 15.
- Jacques Baudou, Sherlock Holmes en France, pages 17 à 21.

### «Holmes dans le passé»

#### Ce qu'en dit Musgrave
- Auteur : George Alec Effinger.
- Titre original : The Musgrave Version.
- Localisation dans le recueil : pages 25 à 38.
- Remarques :
  - La nouvelle fait référence à la nouvelle de Conan Doyle, Le Rituel des Musgrave.
  - Le Dr Fu Manchu est un personnage de fiction inventé en 1912 par Sax Rohmer.
- Résumé : Reginald Musgrave est le rédacteur du récit. Il exprime sa désapprobation d'avoir vu pendant tant d'années le Dr Watson se mettre en avant dans les enquêtes de Sherlock Holmes et de se pâmer devant les succès du détective. Musgrave déclare qu'il a eu l'occasion, étant étudiant, d'observer la « méthode d'observation » du détective (alors étudiant), et qu'au moins une fois il s'est totalement trompé dans ses déductions. Musgrave et Holmes sont invités au domicile d'un étudiant chinois, « M. Ch'ing », qui se révèlera s'appeler Fu Manchu. Le Chinois dit à Holmes qu'il a entendu parler de ses capacités d'observation et de déduction. Pourrait-il exposer ce qu'il a deviné de lui ? Holmes répond qu'après une soigneuse observation, il pense que M. Ch'ing est d'origine modeste et paraît désargenté, qu'il pratique, en dehors de ses heures d'étude pour subvenir à ses besoins, des travaux obscurs et mal rémunérés. Le Chinois rétorque que si ses observations sont exactes, en revanche la totalité de ses déductions sont erronées : il a beaucoup d'argent et ne travaille pas en dehors de ses études. Il explique que Holmes a omis deux points dans ses déductions, à savoir l'hypothèse où la personne voulait travestir sa situation réelle d'une part, et ses pensées issues de la civilisation dont il dépend d'autre part. Au moment de prendre congé, Holmes déclare que cette leçon lui servira à l'avenir et qu'il la gardera en mémoire.
- Lien externe : Fiche sur iSFdb.

#### L'Énigme du sourire du détective
- Auteur : Mark Bourne
- Titre original : The Case of the Detective's Smile.
- Localisation dans le recueil : pages 39 à 49.
- Résumé : Sherlock Holmes reçoit la visite d'une jeune femme mystérieuse, qui évoque avec lui des événements passés dont le Dr Watson n'a jamais entendu parler. Au fil des pages, le lecteur comprend que la mystérieuse visiteuse est en fait Alice Liddl et que Sherlock Holmes, comme elle, s'est rendu au Pays des merveilles. Là-bas, il a été en concurrence avec le détective attitré de la Reine de cœur, à savoir… le Lapin blanc ! Sherlock Holmes a pu résoudre une affaire qui agaçait la reine, en l'occurrence l'énigme des Tartes Volées… En récompense de ses services, la reine lui a fait envoyer par l'intermédiaire d'Alice un petit coffret contenant des souvenirs du Pays des merveilles, et notamment une réplique du sourire du Chat du Cheshire…
- Liens externes :
  - Fiche sur iSFdb
  - Fiche sur Noosfère

#### L'Aventure de la tombe russe
- Auteur : William Barton (en) et Michael Capobianco.
- Titre original : The Adventure of the Russian Grave.
- Localisation dans le recueil : pages 51 à 62.
- Résumé : Sherlock Holmes et Watson sont mis en présence d'un manuscrit étrange contenant une série de nombres mystérieux. Holmes découvre qu'il s'agit des coordonnées exactes d'un lieu ainsi que d'une date et d'une heure précises. Ils décident de se rendre en ce lieu, situé en Russie. Le jour dit, à l'heure dite, ils se trouvent au lieu précis indiqué par le manuscrit. Une tombe se trouve là. Ils commencent à creuser mais ne trouvent rien. Soudain Holmes a un éclair de lucidité : et si tout cela était une mystification ? et s'ils avaient été « attirés » en ce lieu par quelqu'un qui leur voulait du mal ? et s'il s'agissait d'un guet-apens ? Holmes ordonne à Watson de quitter sa pelle ; ils prennent la fuite. Ils ne sont pas armés et sont vulnérables. Quelques minutes après, une météorite percute l'endroit où ils se trouvaient peu avant. Ils ont échappé de justesse à la mort ; leur ennemi, le Professeur Moriarty a été près de réussir son coup !
- Articles connexes : Météore de Tcheliabinsk - Événement de la Toungouska - Météorite de Sikhote-Aline - Météorite de Sylacauga - Liste de chutes météoriques observées
- Lien externe : Fiche sur iSFdb.

#### L'Affaire des figures géométriques dans les champs de blé
- Auteur : Vonda McIntyre.
- Titre original : The Adventure of the Field Theorems.
- Localisation dans le recueil : pages 63 à 102.
- Résumé : Sir Arthur Conan Doyle vient voir Sherlock Holmes pour lui soumettre un problème assez bizarre : ses champs de blé, qu'il donne en location à un fermier, ont été récemment défigurés par des figures géométriques. De plus, alors qu'il revenait des lieux, son automobile est tombée en panne. Enfin il a été enlevé par des inconnus et a cru voir, dans un état second, les étoiles. S'agit-il de l'œuvre d'esprits malfaisants ? ou plus probablement d'extraterrestres ? Sherlock Holmes et Watson se rendent sur les lieux. Holmes récupère quelques indices. Il interroge diverses personnes habitant dans les environs. Holmes rend compte de son enquête à Conan Doyle : nul extraterrestre, nul esprit n'est intervenu dans ces événements. Les champs ont été vandalisés par des humains ; l'automobile est tombée en panne en raison d'un sabotage du moteur ; le prétendu « voyage dans l'espace » résulte du fait que quelqu'un a fait consommer de la cocaïne à Conan Doyle. Ce dernier, entendant les conclusions d'Holmes, n'y adhère pas du tout. Il est persuadé que les extraterrestres ont manigancé ces événements. Il croit même que Sherlock Holmes est un martien… Comme l'indique Holmes à Watson, la crédulité de l'âme humaine est sans limite, et la rationalité scientifique n'est pas donnée à tout le monde !
- Lien externe : Fiche sur iSFdb.

#### L'Aventure du cercueil disparu
- Auteur : Laura Resnick
- Titre original : The Adventure of the Missing Coffin
- Localisation dans le recueil : pages 103 à 118
- Résumé : Sherlock Holmes aide le vampire Guido Pascalini à retrouver son cercueil. Si ce cercueil n'est pas retrouvé avant l'aurore, le vampire mourra dans d'atroces souffrances. Après une rapide enquête, Sherlock Holmes découvrira l'identité du voleur (le vampire Dracula), le motif du vol et l'endroit où le cercueil est entreposé…
- Lien externe : Fiche sur iSFdb.

#### L'Aventure de la deuxième écharpe
- Auteur : Mark Aronson
- Titre original : The Adventure of the Second Scarf
- Localisation dans le recueil : pages 119 à 143
- Résumé : Sherlock Holmes reçoit la visite d'un étrange visiteur. Sans que ce dernier ait parlé, et alors même qu'il porte chapeau et gants, Sherlock Holmes découvre, à la grande stupéfaction de Watson, que le visiteur est un extraterrestre ! Ce dernier, qui s'appelle Drimba, lui confie qu'il a un gros problème. Les environs de la Terre ont été choisis pour être un lieu de négociation entre deux empires extraterrestres (l'Union des États chalanais et l'Empire du G'daak) qui ont discuté de partage de zones d'influence et de commerce. Or Altor Benn, diplomate extérieur aux parties et négociateur indépendant vient d'être assassiné. Qui a fait le coup, et comment ? Sherlock Holmes va enquêter sur la scène de crime, c'est-à-dire dans le vaisseau spatial. Il s'enquiert des caractéristiques physiologiques des différentes races d'extraterrestres, recueille des indices et interroge des témoins. Il découvre en définitive l'extraterrestre qui a tué le négociateur : c'est un Filgien car cette race d'alien a une vision axée dans l'ultraviolet. Lorsque l'extraterrestre a remis la seconde écharpe autour du cou d'Altor Benn, il a choisi n'importe laquelle car il n'avait pas la perception des couleurs. C'est donc cette seconde écharpe qui a été l'élément clef pour trouver l’assassin.
- Lien externe : Fiche sur iSFdb.

#### Le Spectre de la côte de Barbarie
- Auteur : Frank Malcolm Robinson
- Titre original : The Phantom of the Barbary Coast
- Localisation dans le recueil : pages 145 à 186
- Résumé : À la demande pressante de son frère Mycroft, Sherlock Holmes est chargé de retrouver Leona Adler, la sœur d'Irène Adler dont il est amoureux. Son enquête va le mener jusqu'aux États-Unis, à San Francisco. Il parviendra à retrouver cette femme, engagée dans la voie de la prostitution et de la complicité avec des bandits locaux, qui se servent d'elle pour la faire passer pour un « spectre » chargé d'attirer des marins qui, lorsqu'ils se dirigent vers elle, sont dépouillés de leur argent. À la fin du récit, Sherlock Holmes fait en sorte qu'elle retrouve l'homme qui l'aime, et il accepte de ne rien dire de la situation de Leona Adler aux autres membres de sa famille en Grande-Bretagne.
- Lien externe : Fiche sur iSFdb.

#### La Souris et le Maître
- Auteur : Brian Thomsen (en).
- Titre original : Mouse and the Master.
- Localisation dans le recueil : pages 187 à 199.
- Résumé : Sherlock Holmes fait appel à un détective privé nommé Chandler pour l’aider dans une enquête inhabituelle. Chandler est appelé la Souris dans le milieu policier, tandis qu'Holmes est le Maître (d'où le titre de la nouvelle). Holmes explique à Chandler que le problème est que Watson est à moitié sourd et comprend mal ce que lui dit Holmes. Watson enjolive aussi les aventures réelles d'Holmes et raconte des tas d'erreurs sur ce qu'il s'est réellement passé. Or Watson s'adonne à des séances de spiritisme et Holmes suspecte les participants de ces séances d'être la proie d'escrocs voulant gruger des naïfs, et à l'occasion aussi les faire chanter. Chandler va donc suivre Watson dans les séances de spiritisme ; Holmes parviendra à faire arrêter les escrocs, tandis que Watson, comme à son habitude, dans ses mémoires, interprètera de travers le rôle de Chandler.
- Lien externe : Fiche sur iSFdb.

#### Deux options mais pas de choix
- Auteur : Dean Wesley Smith (en).
- Titre original : Two Roads, No Choices.
- Localisation dans le recueil : pages 201 à 222.
- Résumé : 
  - Carl Frederick et Henry Serling, deux hommes venus du futur, viennent voir Sherlock Holmes car il y a un grave problème : à la suite d'un voyage dans le temps pour assister à l'engloutissement du Titanic en 1912, ils ont découvert à leur retour que le navire n'avait pas coulé en raison d'un choc contre un iceberg. La trame temporelle a donc été altérée, et ils voudraient en connaître la cause : quelqu'un a-t-il volontairement modifié le passé ? si oui qui, et pourquoi ? comment remettre le Temps sur la « bonne voie » et faire couler le Titanic ?
  - Holmes accepte le défi et, à l'aide de la machine à voyager dans le temps de ses visiteurs, va sur le navire le soir du drame. Néanmoins, à son retour, il ne dit pas à ses visiteurs qu'il a résolu l'énigme ; au contraire il leur ment en déclarant qu'il ignore les raisons de la modification de la trame temporelle. Les visiteurs partent, très dépités.
  - Holmes révèle alors à Watson qu'en réalité il a résolu assez facilement l'affaire : c'est un autre voyageur temporel qui a fait le coup. Il l'a détecté car ce dernier, comme Serling, portait des lentilles de contact. Mais du coup, avait-il le droit de faire couler le navire et de condamner à une mort effroyable 1 500 personnes ? Il ne s'en est pas senti le droit, et a décidé que le Titanic ne coulerait pas. Mais il conclut en disant qu'il n'est pas exclu que dans une autre trame temporelle, il n'ait pas choisi la solution inverse…
- Article connexe : Dilemme cornélien.
- Lien externe : Fiche sur iSFdb.

#### L'Énigme de Richmond
- Auteur : John DeChancie (en).
- Titre original : The Richmond Enigma.
- Localisation dans le recueil : pages 223 à 246.
- Résumé : Le récit est présenté par Arthur Conan Doyle comme étant un manuscrit inédit et mystérieux du Dr Watson, qui relate la fois où Sherlock Holmes et lui auraient rencontré un voyageur temporel à Richmond.
- Remarques :
  - Dans cette nouvelle, Sherlock Holmes ne se livre à aucune enquête et ne formule aucune déduction « holmesienne ». Il se contente d'être un spectateur et un témoin des aventures du voyageur temporel.
  - La nouvelle est en lien direct avec le roman La Machine à explorer le temps de H. G. Wells (1895)
- Lien externe : Fiche sur iSFdb.

#### Une étude en Sussex
- Auteur : Leah A. Zeldes
- Titre original : A Study in Sussex.
- Localisation dans le recueil : pages 247 à 255.
- Résumé : Holmes et Watson ne se sont plus vus depuis plusieurs années. Ils sont maintenant octogénaires et sentent la fin de vie arriver. Holmes envoie un télégramme à Watson lui demandant de venir le voir dans le Sussex où il a pris sa retraite, pour une affaire importante. Holmes a synthétisé le nectar confectionné par les abeilles, en a fait un concentré qu'il va s'injecter dans le sang. Il souhaite que Watson soit témoin de l'expérience et l'aide s'il y a lieu, d'autant plus que Watson exerçait la profession de médecin. Holmes s'injecte le sérum et, le lendemain, s'est transformé et dilué en des myriades de petits papillons jaunes.
- Lien externe : Fiche sur iSFdb.

#### Les Holmes font un travail d'équipe
- Auteur : Gary Alan Ruse
- Titre original : The Holmes Team Advantage
- Localisation dans le recueil : pages 257 à 277
- Résumé : 
  - Apollo, le pitbull de combat de Lord Farthington, a été enlevé par des inconnus… puis restitué à son propriétaire. Lord Farthington s'adresse à Sherlock Holmes pour savoir qui a fait cela et pourquoi.
  - Sherlock Holmes procède à une enquête, et découvre que l'auteur du vol, Sylvester Rosewarne, a créé une « machine à dupliquer les choses et les personnes ». Il a fait un essai sur le chien de Farthington afin de revendre les « copies » à des collectionneurs de chiens de combat. Holmes et Watson sont faits prisonniers par Rosewarne. Holmes parvient à les faire échapper tous deux en utilisant la machine à dupliquer et en créant 12 autres Sherlock Holmes !
  - La traque du bandit a lieu, et il est mis hors d'état de nuire. Les 12 copies d'Holmes se désintègrent peu après, dans la mesure où Holmes avait intentionnellement omis de stabiliser leur état moléculaire : « il n'existe sur toute la Terre qu'un seul Sherlock Holmes ! ».
- Lien externe : Fiche sur iSFdb.

#### Alimentaire, mon cher Watson
- Auteur : Lawrence Schimel.
- Titre original : Alimentary, My Dear Watson.
- Localisation dans le recueil : pages 279 à 283 (il s'agit de la nouvelle la plus courte de l'anthologie : cinq pages).
- Résumé : Sherlock Holmes est appelé à résoudre une affaire délicate : Charles Dodgson a mystérieusement disparu, et on n'a retrouvé de lui qu'un chapeau haut-de-forme. Sherlock Holmes et Watson se rendent à la maison du disparu et Holmes interroge la concierge, puis la nièce de Dodgson, Alice Liddl. Les deux hommes apprennent qu'Alice accuse son oncle d'avoir commis des actes agression sexuelle à son égard[3]. Constatant que la petite fille détient une fiole remplie d'un liquide et qui porte l'inscription « Bois-moi », et qu'elle a sur ses genoux un chat, Sherlock Holmes en déduit qu'Alice a, par vengeance, fait disparaître son oncle grâce à son chat qui l'a mangé une fois qu'il fut réduit à la taille d'une souris. On apprend aussi incidemment que le chapeau haut-de-forme appartient au Chapelier fou rencontré lors des pérégrinations d'Alice et que le Lapin blanc des aventures d'Alice a été mangé par Holmes et Watson au déjeuner……
- Lien externe : Fiche sur iSFdb.

#### La Machine à construire le futur
- Auteur : Byron Tetrick
- Titre original : The Future Engine
- Localisation dans le recueil : pages 285 à 311
- Résumé : Le fils de Charles Babbage vient trouver Sherlock Holmes car une machine révolutionnaire inventée par son père a été volée par des inconnus. Cette machine permet, dans certaines conditions, de prédire ce qu'il va se passer dans telle ou telle ville, tel ou tel pays, ou pour telle ou telle personne, dans un proche avenir. Tombée dans de mauvaises mains, elle pourrait devenir un instrument de pouvoir redoutable. Sherlock Holmes va procéder à une enquête et retrouvera la machine, qui avait été volée par le professeur Moriarty. Celui-ci blessera Holmes avec un revolver et parviendra à prendre la fuite, mais le plus important pour Holmes est d'avoir récupéré la machine.
- Lien externe : Fiche sur iSFdb.

### «Holmes dans le présent»

#### Holmes ex machina
- Auteur : Susan Casper.
- Titre original : Holmes Ex Machina.
- Localisation dans le recueil : pages 315 à 324.
- Résumé : Au XXIe siècle, on crée des films utilisant l'holographie, on a maintenant de « vrais films en 3 D ». Travaillant dans un studio de cinéma, on demande au narrateur du récit, à partir de la version originale, de transposer en 3 D le film Godzilla contre le monstre du brouillard. Néanmoins les bandes originales, en un seul exemplaire, ont disparu ! Il crée alors de toutes pièces un hologramme de Sherlock Holmes à partir de l'intégralité des œuvres de Conan Doyle, le nourrit de la « psychologie » du personnage… et lui demande de résoudre l'énigme. Le Sherlock Holmes créé de toutes pièces, après quelques fausses déductions engendrées par sa méconnaissance des techniques et des modes de vie des XXe et XXIe siècles, va en peu de temps découvrir la solution, au demeurant très simple. Mais pour le narrateur, cette expérience offre de nouvelles opportunités : transposer les enquêtes de Sherlock Holmes en hologrammes 3-D.
- Lien externe : Fiche sur iSFdb.

#### La Solution Sherlock
- Auteur : Craig Shaw Gardner (en).
- Titre original : The Sherlock Solution.
- Localisation dans le recueil : pages 325 à 335.
- Résumé : Boston, société Small Tech, fin du XXe siècle. Cinq personnes sont enfermées dans les locaux de l’entreprise, ne pouvant pas en Sortir. Développant des réflexions tirées de Sherlock Holmes, elles se posent la question : leur situation résulte-t-elle d'un plan machiavélique de Moriarty ? Mais ces cinq personnes sont-elles humaines ou sont-elles des intelligences artificielles résultant d'un logiciel développé par la société ?
- Lien externe : Fiche sur iSFdb.

#### Un admirateur forgé de toutes pièces
- Auteur : David Gerrold.
- Titre original : The Fan Who Molded Himself.
- Localisation dans le recueil : pages 337 à 351.
- Résumé : Le narrateur expose comment son père, qu'il n'avait pas revu depuis longtemps, vient de lui remettre un manuscrit du Dr Watson, l'ami et confident de Sherlock Holmes. Dans ce récit, Watson explique que « Sherlock Holmes » était une invention de toutes pièces. L'homme s'appelait en réalité Daniel Eakins et était américain. Il possédait une ceinture spéciale lui permettant de voyager dans le temps : c'était facile, dans ces conditions, de résoudre des enquêtes criminelles, quand il pouvait remonter le temps, se déplacer sur les lieux du drame, puis quelques jours après donner la solution comme si elle provenait de puissantes déductions intellectuelles. En réalité Daniel Eakins/Sherlock Holmes était une sorte d'escroc, imbu de pouvoir et à la vanité infinie, tandis que Watson était le complice conscient et consentant de ces manipulations !
- Lien externe : Fiche sur iSFdb.

#### Le Sous-fifre
- Auteur : Kristine Kathryn Rusch.
- Titre original : Second Fiddle (« Second violon »).
- Localisation dans le recueil : pages 353 à 372.
- Résumé : Grâce à une machine à voyager dans le temps, on fait venir Sherlock Holmes du passé pour aider la police de Santa Lucia, en Californie, à résoudre une affaire de meurtres en série impliquant apparemment un serial killer. Bien que n'ayant aucune connaissance de la Californie de la fin du XXe siècle, de ses habitants et de leurs mœurs, Holmes s'adapte très facilement et résout en moins de deux jours l'énigme policière, utilisant la psychologie et la criminologie. Ned Zaleski, le lieutenant de police criminelle initialement chargé de l'affaire, est jaloux de Holmes et est blessé dans son amour-propre : comment cet homme du passé a-t-il pu résoudre si aisément l'énigme alors que lui, Ned, connaît toutes les techniques d'investigations ? Il se promet de faire mieux à l'avenir.
- Le terme « sous-fifre » utilisé dans la traduction française évoque, en langue anglaise, en musique classique, le Second violon ou la personne qui arrive en seconde position, ce qui qualifie non seulement le policier Ned, « sous-fifre de Sherlock Holmes », mais aussi le meurtrier, qui était arrivé « en seconde position » derrière la dernière victime.
- Lien externe : Fiche sur iSFdb.

### «Holmes dans le futur»

#### Moriarty par modem
- Auteur : Jack Nimersheim
- Titre original : Moriarty by Modem
- Localisation dans le recueil : pages 375 à 392
- Résumé : Un programme informatique est créé, quasiment une intelligence artificielle, ayant toutes les caractéristiques du raisonnement de Sherlock Holmes. On le charge de traquer sur Internet un virus informatique désigné sous le nom de Virus Moriarty. Le logiciel Sherlock Holmes va s'acquitter correctement de cette tâche.
- Lien externe : Fiche sur iSFdb.

#### Le Plus grand détective de tous les temps
- Auteur : Ralph Roberts.
- Titre original : The Greatest Detective of All Time.
- Localisation dans le recueil : pages 393 à 411.
- Résumé : Sherlock Holmes et Watson reçoivent la visite de l'inspecteur-principal Charles LeBeck, qui travaille au XXIVe siècle pour la police martienne. Ce dernier leur apprend que depuis une vingtaine d'années, plusieurs touristes terriens ont été assassinés sur Mars. Une nouvelle victime vient juste d'être découverte et le chef de la police a ordonné à LeBeck de voyager dans le temps pour ramener « le Plus grand détective de tous les temps » enquêter sur Mars. Holmes et Watson suivent donc LeBeck dans le futur. Une fois sur Mars, Holmes se fait remettre les éléments d'information de l'enquête et ne tarde pas à découvrir l'identité du meurtrier. Ce n'est pas le professeur Moriarty qui a commis ces meurtres à l’aide d'une machine temporelle, comme tout le laissait croire, mais l'inspecteur LeBeck lui-même, qui depuis vingt ans déteste les touristes terriens et veut enrayer la dynamique touristique dans laquelle Mars s'est engagée.
- Lien externe : Fiche sur iSFdb.

#### L'Affaire du vol du lisitek
- Auteur : Josepha Sherman (en)
- Titre original : The Case of the Purloined L'Isitek
- Localisation dans le recueil : pages 413 à 426
- Résumé : Sur la planète Kholmes, éloignée de la Terre et habitée par les Shrrlocks, le roi Shrrlocks a ordonné des fouilles archéologiques, confiées à une équipe d'archéologues humains dirigée par Alwin Watson. On a découvert lors des fouilles un « lisitek » antique, c'est-à-dire un heaume d'armure, ayant appartenu au roi légendaire Lesekthan. Dès la découverte, on décide de laisser le lisitek là où il est afin de ne pas l'endommager. Le lendemain, le lisitek a disparu : il a été volé. Le roi Shrrlocks, qui connaît les enquêtes de Sherlock Holmes, se pique d'être aussi futé que son modèle terrien. Il effectue une enquête et découvre que c'est l'un de ses ministres, Chilen, qui a fait le coup. Comme ses déductions l'ont amené à étudier des couches sédimentaires de terrain, il finit sa démonstration en s'exclamant : « Sédimentaire, mon cher Watson ! ».
- Lien externe : Fiche sur iSFdb.

#### L'Aventure de l'Extra-terrestre en situation irrégulière
- Auteur : Anthony R. Lewis
- Titre original : The Adventure of the Illegal Alien.
- Localisation dans le recueil : pages 427 à 434.
- Résumé : En l'an 2125, Korifer, un extraterrestre arrivé récemment sur Terre demande à une agence de détectives privés de résoudre une affaire mystérieuse, concernant un autre extraterrestre nommé Mokr, retrouvé mort à Boston. L'agence de détectives crée un logiciel ad hoc de recherches sous le nom de « 221 B » aidé par un logiciel de soutien nommé « Watson ». Le logiciel fait son enquête, et découvre que l'assassinat est lié à la fille de Mokr à propos de la vente d'une parcelle de terre. Peu après Korifer est expulsé de Terre, étant en situation irrégulière. La société de détectives décide de supprimer le logiciel, qui s'est auto-rebaptisé « Holmes ». Ce dernier s'échappe de la base de données et va se réfugier, avec Watson, sur Internet. L'effaçage des deux logiciels, se demande Holmes, ne serait-il pas un sale coup organisé par son ennemi Moriarty ?
- Lien externe : Fiche sur iSFdb.

#### Chiens, masques, amours, morts, fleurs
- Auteur : Barry N. Malzberg.
- Titre original : Dogs, Masques, Love, Death : Flowers
- Localisation dans le recueil : pages 435 à 447.
- Résumé : Un vaisseau spatial intersidéral se dirige vers Antarès. À son bord, cinq meurtres ont été commis. Telles des victimes de Jack l'Éventreur, elles ont été poignardées et éviscérées. L'androïde policier Sherlock Holmes a été assemblé pour procéder à une enquête, mais il montre des signes de dysfonctionnement. On fait alors sortir Sharon, la technicienne en intelligence artificielle, de son caisson de biostase, afin qu'elle répare au mieux le robot policier. Mais celui-ci n'entend pas qu'on l’accuse de dysfonctionnement et accuse à son tour Sharon d'avoir commis les meurtres…
- Lien externe : Fiche sur iSFdb.

#### Vous voyez mais vous n'observez pas
- Auteur : Robert J. Sawyer.
- Titre original : You See But You Do Not Observe.
- Localisation dans le recueil : pages 449 à 469.
- Distinction : Grand Prix de l'Imaginaire 1997, section Nouvelle étrangère.
- Résumé : Sherlock Holmes et le Dr Watson sont téléportés du XIXe siècle au XXIe siècle par des scientifiques qui voudraient que Sherlock Holmes résolve le Paradoxe de Fermi…

### «Holmes après la mort»

#### Illusions
- Auteur : Janni Lee Simmer.
- Titre original : Illusions.
- Localisation dans le recueil : pages 473 à 478.
- Résumé : L'écrivain Arthur Conan Doyle a « fait mourir » son héros de plume, Sherlock Holmes, en le faisant combattre le Dr Moriarty et en le tuant avec son ennemi dans les Chutes du Reichenbach. Quelques années après, Arthur assiste à une séance de spiritisme avec des amis. L'esprit de son oncle Richard Doyle (le frère de son père) se fait connaître et engage une discussion avec Arthur. L'esprit exhorte son neveu à « ressusciter » le héros, pour le plus grand plaisir des vivants, mais aussi des morts ! Et surtout, ajoute-t-il, il faudrait que Sherlock Holmes soit désormais « un bon catholique », cette fois-ci. S'ensuit une dispute entre l'oncle et le neveu. À la suite de cet échange, Arthur Conan Doyle décide effectivement d'écrire de nouvelles aventures de son héros.
- Lien externe : Fiche sur iSFdb.

#### L'Aventure des Portes de nacre
- Auteur : Mike Resnick.
- Titre original : The Adventure of the Pearly Gates.
- Localisation dans le recueil : pages 479 à 486.
- Résumé : Le narrateur est Sherlock Holmes qui, tout juste mort à la suite de son combat contre le Professeur Moriarty aux Chutes du Reichenbach, se présente à la Porte du Paradis. En quelques secondes, au vu de l'auréole nimbant celui qui l'accueille et ses mains de pêcheur de poissons, il comprend qu'il se trouve devant Saint Pierre. Ce dernier a un sérieux problème : l'âme de Jack l'Éventreur est, contre toute attente, arrivée au Paradis et s'y est cachée. N'éprouvant aucune culpabilité pour les horreurs commises, l'âme meurtrière demeure introuvable, hors de portée des Anges. Sans en parler à Dieu, il s'agit de la retrouver afin de l'envoyer en Enfer. Sherlock Holmes va trouver la solution permettant de capturer assez facilement l'âme de l'assassin, grâce aux « Portes de nacre » séparant le Paradis du Purgatoire. Moriarty est envoyé en Enfer. En remerciement du service rendu, saint Pierre demande à Sherlock Holmes quel cadeau il aimerait recevoir. Sans hésiter, le détective souhaite retourner vivre sur Terre afin de continuer à trouver des solutions à des énigmes.
- Lien externe : Fiche sur iSFdb.